# 1047
سنة 1047 كانت سنة بسيطة تبدأ يوم الخميس (الرابط يظهر نموذج التقويم الكامل للسنة) من التقويم اليولياني.

## مواليد
- إلياس الكوراني فقيه سني شافعي

## وفيات
- رالف غلابر.
- شنودة الثاني (بابا الإسكندرية)